# Canoas
Canoas – miasto w południowej Brazylii, w stanie Rio Grande do Sul, w pobliżu Porto Alegre. 

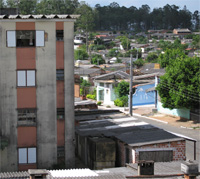
Canoas

## Historia
Osada założona w 1725 roku. Prawa miejskie zostały nadane Canoas 27 czerwca 1939 roku. 
Obecnie w mieście rozwinął się przemysł spożywczy, ceramiczny, elektrotechniczny oraz maszynowy.